# Chaplin paa Rulleskøjter
Chaplin paa Rulleskøjter (originaltitel: The Rink) er en amerikansk stumfilm fra 1916 skrevet og instrueret af Charles Chaplin, der også spiller filmens hovedrolle.

## Medvirkende
- Charles Chaplin
- Edna Purviance
- James T. Kelley
- Eric Campbell som Mr. Stout
- Henry Bergman som Mrs. Stout